# Марк Цепарий
Марк Цепарий (на латински: Marcus Caeparius; † 5 декември 63 пр.н.е.) e привърженик на Луций Сергий Катилина.
Произлиза от конническото съсловие, от фамилията Цепарии от Тарачина.
През 63 пр.н.е. участва в заговора на Катилина и планува да убие Цицерон. Той агитира сред населението в Апулия за бунт. През нощта срещу 3 декември 63 пр.н.е. той е арестуван заедно с Лентул, Публий Габиний Капитон, Цетег и Луций Статилий‎. На сутринта na 3 декември 63 пр.н.е. Цицерон свиква бързо Сената в храма на Конкордия, където заловените са разпитвани и на 4 декември. На 5 декември след дълги дебати Сенатът решава те да бъдат екзекутирани и вечерта присъдата е проведена.